# Tärningsspelaren
Tärningsspelaren (The Dice Man) är en roman publicerad 1971 av den amerikanska författaren George Cockcroft, under pseudonymen Luke Rhinehart. Den kom ut på engelska 1971 och på svenska 1973.
Romanen handlar om hur psykiatrikern Luke Rhinehart börjar fatta alla sina beslut genom tärningsslag. Boken är känd för att vara kontroversiell, med ett starkt antipsykiatriskt tema, och för sin skildring av livssynen under det tidiga 1970-talet. Boken har fått stark kritik på grund av sin lättsamma inställning till många kontroversiella frågor, till exempel våldtäkt, mord och sexuell utlevnad. Den första upplagan hade undertiteln "Den här boken kan förändra ditt liv" på omslaget, och den blev snart en modern kultklassiker som tryckts i många upplagor. Boken blev inte en lika stor succé i hemlandet USA som i Storbritannien och Skandinavien.
Författaren har gett ut ytterligare tre böcker på samma tema: The Search for the Dice Man, Adventures of Whim och Book of the Die. Dessa har inte översatts till svenska.
Svenska gruppen Vogon Poetry släppte under 2014 en hyllning till boken i form av låten "The Diceman".
Citat
"Förstå dig själv, acceptera dig själv, men var inte dig själv. Det är en samhällsbevarande regel som garanteras hjälpa patienten att undvika att begå våldsamma, passionerade och bisarra handlingar och låta honom leva ett förlängt, respektabelt liv i återhållen förtvivlan."